# André Ughetto
Pour les articles homonymes, voir Ughetto.
 (mars 2018).
Si vous disposez d'ouvrages ou d'articles de référence ou si vous connaissez des sites web de qualité traitant du thème abordé ici, merci de compléter l'article en donnant les références utiles à sa vérifiabilité et en les liant à la section « Notes et références ».
André Ughetto est un réalisateur de cinéma, un poète, un traducteur de poésie (italien et anglais) et un critique littéraire français né à L'Isle-sur-la-Sorgue en 1942. Il a exercé la profession de professeur agrégé de lettres modernes à Marseille (classes préparatoires au Lycée Jean Perrin).

## Œuvres
Filmographie
- 1972 : Le Maître des moissons, fiction ethnographique tournée au Maroc, prix spécial du Jury long métrage au festival de Toulon‑Hyères en 1972
- 1976 : La Mémoire du feu (sur René Char)
- 1984 : Mutus Liber, tableaux pour Nicolas Flamel (sur l’alchimie)

Poèmes
- Qui saigne signe (collection Sud‑Poésie, Marseille, 1990)
- Rues de la forêt belle (éditions Le Taillis Pré, Belgique, automne 2004)
- Je ne sais pas faire de livres (éd. Le Port d'attache, Marseille, 2010
- Demeures traversantes, Encres vives (2013).
- .Edifices des nuages (septembre 2015), éditions Ubik, Marseille
- La Monnaie des dieux (La Porte, 2016)
- Les Admirables (La Porte, 2018)
- Poesie, anthologie bilingue, italien-français, traductions de Maura Del Serra, éd. Petite Plaisance, Pistoia, 2016
- Anthologie, La poésie tient parole, éd. Le Nouvel Athanor, préface de Jean-Luc Maxence, coll. Poètes trop effacés, 2020
- Les Attractions inéluctables, avec une Préface de Marc Wetzel, éd. Unicité, 2022

Théâtre
- Cinq entretiens avec Pétrarque, pièce en 5 actes jouée dans le Vaucluse pendant l’été 2011, publiée par les éditions de l’Amandier, Paris, octobre 2013.
- Pauvres Vaudois du Luberon, drame théâtral en 4 actes sur le massacre des Vaudois en Provence au XVIe siècle :  (représentations pendant l’été 2012). Publié par la Revue des Archers (Marseille), 2013
- Jeanne vendit alors Avignon à son Pape, pièce en 4 actes jouée à L'Isle-sur-la-Sorgue en août 2014.
- Le Roi René, un perdant magnifique, pièce en 2 actes, représentée en août 2016 à l'Isle-sur-la-Sorgue
- Ces trois derniers titres sont rassemblés en volume sous le titre Trois pièces d'histoire de Provence, éd. tituli 2021
- Pétrarque, crieur de la Paix, 5 actes, version modifiée et complétée des Cinq entretiens, précédée d'un essai sur Laure de Vaucluse, éd. Wallada, 2020
- Enfants de Cronos, pièce en 12 tableaux, représentée en octobre 21 à l'Isle-sur-la-Sorgue, à paraître

Essai
. Le Sonnet, une forme européenne de poésie, étude suivie d'un choix de sonnets, éd. Ellipses, 200
Poésies et travaux littéraires dans:
- Revues Sud, Poésie (fondée par Seghers), Sorgue (Vaucluse), Babel, collection Var & Poésie, (Université du Var), L'Arbre à paroles, Estuaire, Coup de soleil, Siècle 21, Soleils et cendre, Peut-être, L’Intemporel, Recours au poème (deux revues en ligne), Revue alsacienne de Littérature, Europe, éditions Belin, Ellipses, Paris, CCP, cahiers critiques de poésie, revue du CIPM (Marseille), Souffles (Montpellier) n° 212 d’avril 2005 « Résurgence des mythes », avec une étude d’Evrard Delbey, de l’Université de Nice : Le Même et l'Autre, des mythes ovidiens chez André Ughetto. Dans Souffles également, automne 2011, poèmes sur le thème de « l’inconnu » et en 2012 sur celui de « la métamorphose »; Phoenix.

Juin 2007 : dernière participation aux travaux de la commission Poésie du Centre National du Livre (au terme d’une nomination pour trois ans à partir de l’automne 2004).
Traducteur
- Pétrarque, Ce désir obstiné je le dois aux étoiles, choix de poèmes du Canzoniere, éd. Le bois d'Orion, 2002
- Piero Bigongiari, Les remparts de Pistoia, éd. Sud, puis la Différence
- Fabio Doplicher, La Garde (Autre temps, Marseille)
- Bruno Rombi, Huit temps pour un présage (Autre temps)
- Leone d’Ambrosio, Ce n'est pas encore l'adieu, Encres vives
- Eugenio de Signoribus, Maisons perdues, La feugraie, 2014
- Rosalind Brackenbury, Jaune balançoire, L’Amandier, 2013
- Sam Hamill, Ce que l'eau sait, traduit en collaboration avec Alexis Bernaut, Delia Morris, D. Delpirou, au Temps des cerises, 2017
- A.E. Housman, David Constantine (en revues)

Autres travaux
- La Muse transalpine, essai sur la poésie italienne contemporaine, Port d’attache, 2008.
- Postface au Mandala des Jours, recueil de poèmes de Dominique Sorrente (Publibook, 2010).
- Permanence de la source, essai introduction à une anthologie de poèmes de Marc Alyn, éditions des Vanneaux, 2012.
- Fernandel, le rire aux larmes, essai filmographique, éditions Hoëbeke, 2012

Conférencier
- « Jean Malrieu, poète du sud », « Poésie de Gabrielle Althen » « René Char : Fureur et Mystère, l’enclume de midi ».

Spectacles
- René Char en son bestiaire, 2007.
- Albert Camus, un soleil fraternel, 2008.
- La Promenade sur les chemins de Philippe Jaccottet, 2009.
- Les Chants du monde de Jean Giono, 2010.
- Liu Xiaobo et la poésie dissidente en Chine, 2013.